# 마르틴 몬토야
마르틴 몬토야 토랄보(스페인어: Martín Montoya Torralbo, 1991년 6월 14일 ~ )는 스페인의 축구 선수이다. 현재 아리스에서 뛰고 있다. 포지션은 오른쪽 풀백이다.